# 新宮古墳 (丹波篠山市)
新宮古墳（しんぐうこふん）は、兵庫県丹波篠山市郡家（ぐんげ）にある古墳。形状は円墳。郡家古墳群を構成する古墳の1つ。丹波篠山市指定史跡に指定されている。

## 概要

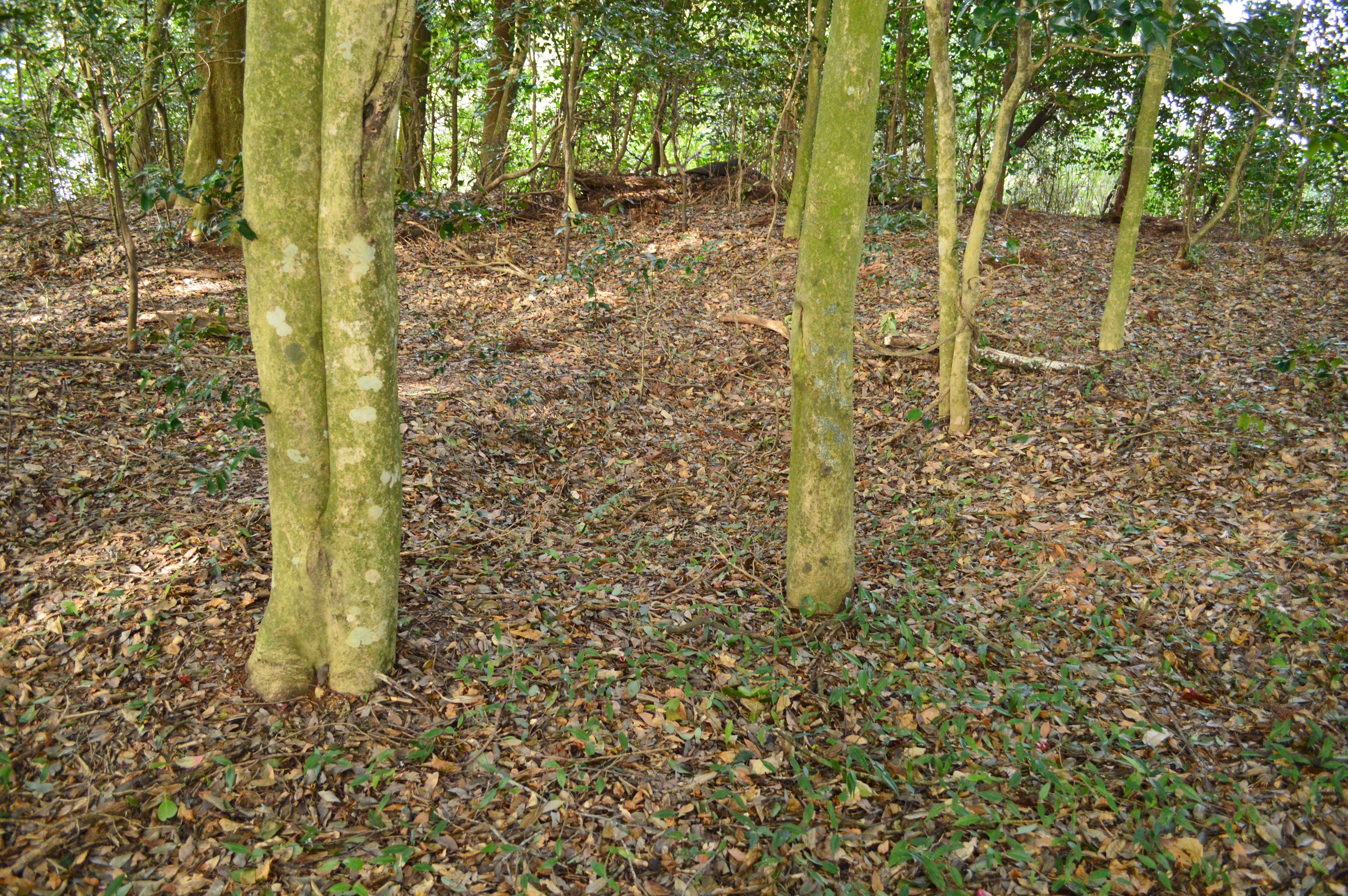
墳頂

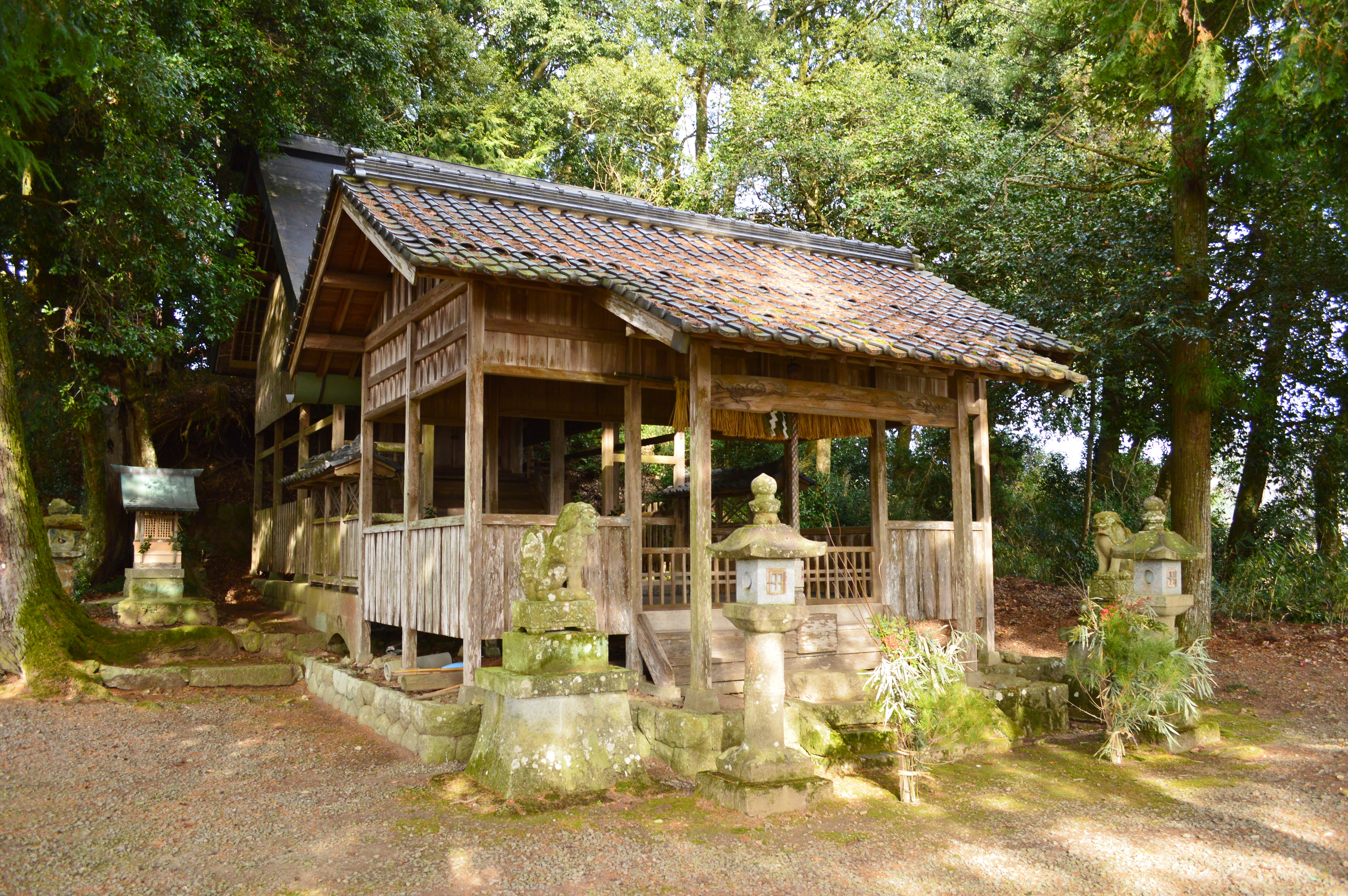
新宮神社

兵庫県中東部、篠山盆地北縁の山麓に築造された大型円墳である。一帯では本古墳のほかにも小古墳（碁石塚・茶の木塚・玉子塚・居籠塚など）が分布し、郡家古墳群として認知される。墳丘前に鎮座する新宮神社はかつて墳頂に鎮座し、江戸時代に旧社殿跡が掘られた際に副葬品が確認されているほか、1968-1969年（昭和43-44年）に測量調査が実施されている。
墳形は円形。直径52.5メートル・墳頂部直径17.5メートル・高さ7メートルを測り、円墳としては丹波篠山市ひいては丹波地方で最大規模になる。墳丘は2段築成。墳丘外表では円筒埴輪が検出され、墳丘周囲には周濠が巡らされる。副葬品としては江戸時代の乱掘時に甲冑・大刀が確認されたことが知られる（現在は所在不明）。また付近に所在する小古墳は一説に本古墳の陪塚と見られる。
築造時期は、古墳時代中期の5世紀後半頃と推定される。一帯における盟主的古墳に位置づけられるとともに、後世の多紀郡衙につながる歴史性を物語るとして重要視される古墳になる。
古墳域は1958年（昭和33年）に旧篠山町指定史跡（現在は丹波篠山市指定史跡）に指定されている。

## 遺跡歴
- 応永年間（1394-1428年）、新宮神社創建と伝承[4]。
- 貞享4年（1687年）の『篠山領地志』で、山上の新宮大明神の社跡を掘ったところ石および甲冑・大刀の発見の旨の記述（現在は所在不明）[2][1]。
- 1912年（大正元年）、石棺まで掘り下げおよび石材出土と伝承[4]。
- 1958年（昭和33年）8月10日、旧篠山町指定史跡（現在は丹波篠山市指定史跡）に指定[5]。
- 1968-1969年（昭和43-44年）、測量調査[1]。

## 文化財

### 丹波篠山市指定文化財
- 史跡
  - 新宮古墳 - 1958年（昭和33年）8月10日指定[5]。

## 関連文献
（記事執筆に使用していない関連文献）
- 『篠山・多紀町の古墳』多紀郡教育事務組合教育委員会、1974年。